# Noblella lynchi
Noblella lynchi (abans Phyllonastes lynchi) és una espècie d'amfibi de la família Leptodactylidae. És una granota endèmica del Perú. Aquesta espècie és coneguda només de la localitat del vessant oriental d'Abra Chinchillo, 42 km al nord de Balsas, província de Chachapoyas, Regió d'Amazones, a 2870 m snm. La seva distribució no és ben coneguda, i podria tenir lloc més àmpliament. Habita els boscos montans humits subtropicals o tropicals. Va ser descobert en bosc ennuvolat pertorbat. Sembla una espècie terrestre que es reprodueix per desenvolupament directe. Es desconeixen les amenaces a aquesta espècie. Possiblement es podria veure amenaçada pel desenvolupament agrícola, tot i que això requereix verificació.
No se sap l'existència en les àrees protegides. Es necessita més investigació sobre la seva ecologia, història de vida, estat de la població, la distribució i les amenaces.